# Paul-Camille von Denis
Pour les articles homonymes, voir Denis.
 (août 2019).
Si vous disposez d'ouvrages ou d'articles de référence ou si vous connaissez des sites web de qualité traitant du thème abordé ici, merci de compléter l'article en donnant les références utiles à sa vérifiabilité et en les liant à la section « Notes et références ».
Paul-Camille Denis, devenu plus tard Paul-Camille von Denis, né au château des Salles à Montier-en-Der (Haute-Marne) le 8 messidor an III (26 juin 1795) et mort à Bad Dürkheim (Royaume de Bavière) le 3 septembre 1872, est un ingénieur français des chemins de fer.

## Biographie
Fils aîné d'un forestier français, sa famille s’est installée en 1799 à Mayence lorsque son père fut nommé inspecteur des Forêts du département du Mont-Tonnerre. Paul-Camille y fréquente l'école élémentaire et le lycée. Il poursuit ensuite ses études à Paris pendant deux ans au lycée Louis-le-Grand et est admis à l'École polytechnique en 1814. À la mort de son père, le 21 janvier 1816 à Neustadt an der Weinstraße, il revient en Palatinat et entre dans le service public bavarois comme stagiaire spécialisé dans la construction des routes.
Il engage les projets de construction à Kaiserslautern d'une prison de 500 places sur les ruines du château du comte palatin Jean-Casimir et du palais de l'empereur Barbarossa, du presbytère de l'église Saint-Martin et de la maison décanale de Rittersberg.
Il est nommé en 1822 ingénieur inspecteur à Spire, où il fut d'abord ingénieur responsable de la construction du chemin de fer à Landau et à Germersheim, puis, à partir du 31 octobre 1826, il exerce son activité d'ingénieur de 1re classe à Zweibrücken (Deux-Ponts). Les idées libérales, sa participation en 1831 à la fête de Hambach interdite, ainsi que la signature en 1832 de revendications politiques, provoquent sa mutation à Rosenheim. Il voyage en 1833-1834 aux États-Unis et en Angleterre et s'intéresse aux progrès techniques de la construction des canaux et des chemins de fer. De retour à Deux-Ponts en mars de l'année suivante, il reçoit la mission de construire le canal Main-Danube, dont la construction s'achève le 2 juillet 1845. Le 12 mars 1835, il est nommé ingénieur de la circonscription d'inspection de la construction de Munich 1, où il construit la première voie ferrée de Nuremberg à Fürth sur laquelle circule le premier train le 7 décembre 1835. En 1845, on lui confie la mission de construire le Pfälzische Ludwigsbahn (de) pour relier Ludwigshafen à Schifferstadt, Spire, Neustadt et Bexbach. En octobre 1849, le conseil d'administration du Pfälzische Ludwigsbahn le choisit comme directeur de l'exploitation. 
Il est décoré de la croix de chevalier de la Légion d'honneur en 1852, de la croix de chevalier de Philippe le Magnanime de Hesse et de la croix de la Couronne bavaroise en 1855. Il devient ensuite chef d'entreprise. Il trace et construit plus de 1 000 kilomètres de voies ferrées avec, entre autres, les voies du Maximiliansbahn en Palatinat (1852-1855), la ligne de chemin de fer de Homburg à Zweibrücken (1855-1857), et à partir de 1856, les voies de Nuremberg à Ratisbonne et de Munich à Landshut. En 1865, il devient président de la commission de planification des ponts du Rhin de Mannheim à Ludwigshafen. 
Propriétaire du château de Diemerstein, il y fait construire une villa pour lui et pour sa femme, Henriette Vautrot, qu'il avait épousée le 6 septembre 1821 à Void-Vacon (Meuse). Il demande sa mise à la retraite en 1866. Après la mort de sa femme en 1868, il choisit la ville de Bad Dürkheim pour résidence. Le constructeur des chemins de fer du Palatinat décède le 3 septembre 1872 et repose dans la tombe familiale au cimetière Sainte-Hélène à Strasbourg, entretenue par les chemins fer allemands.
En sa mémoire, le centre scolaire de Schifferstadt, qui comporte un lycée, une école professionnelle, une école primaire et un gymnase, porte son nom.
Pour les 150 ans des chemins de fer allemands, l'association des ingénieurs ferroviaires allemands (VDEI), inaugura le 13 juin 1985 à l'occasion de la journée internationale des ingénieurs ferroviaires un bas-relief en bronze pour honorer Paul-Camille von Denis au musée des transports de Nuremberg.